# Etti Liwni
Etti Liwni (hebr.: אתי לבני, ang.: Eti Livni, ur. 1 lipca 1948 w Tel Awiwie) – izraelska adwokat i polityk, w latach 2003–2006 poseł do Knesetu.

## Życiorys
Urodziła się 1 lipca 1948 w Tel Awiwie.
Ukończyła studia prawnicze, pracowała jako adwokat.
W wyborach parlamentarnych w 2003 po raz pierwszy i jedyny dostała się do izraelskiego parlamentu z listy Szinui. W szesnastym Knesecie była zastępcą przewodniczącego; przewodniczyła komisji ds. statusu kobiet i równouprawnienia oraz zasiadała w komisji konstytucyjnej, prawa i sprawiedliwości. W 2006 utraciła miejsce w parlamencie.